# 白峰村

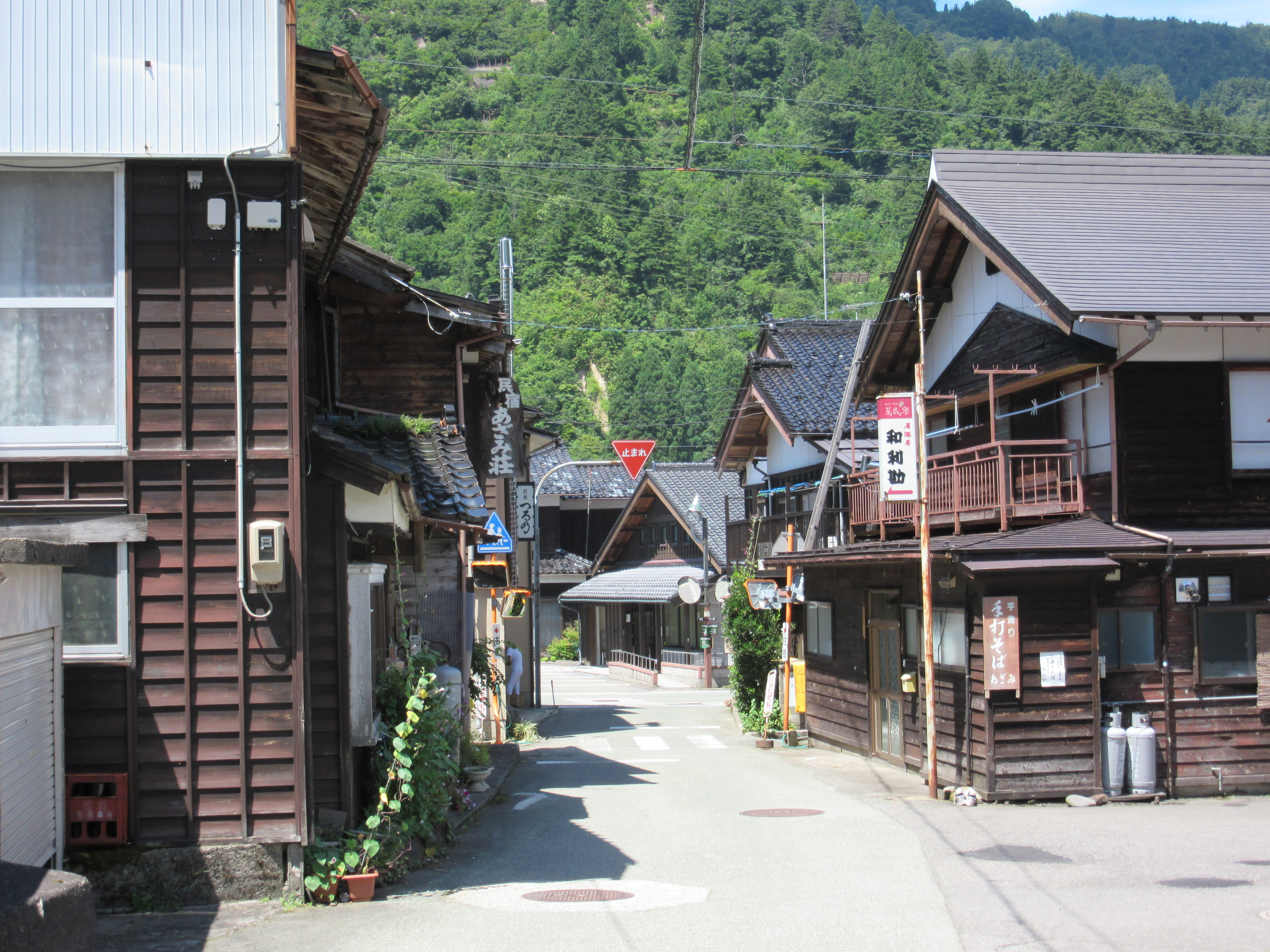
白峰のまちなみ

白峰村（しらみねむら）は、石川県の南に位置し白山の登山口として知られた村であった。また、恐竜の化石が大量に産している桑島化石壁がある事から、化石の村としても有名。
村域の東半分が白山国立公園（1962年指定）で、日本有数の豪雪地帯である。地理的・歴史的に他の加賀地域と隔絶されてきたために白峰弁（ジゲ弁）という特殊な方言が発達している。
2005年2月1日に、野々市町を除く石川郡を構成する町村及び、松任市と合併し、白山市になった。

## 地理

### 自然地理
- 山
  - 白山
- 河川
  - 手取川
  - 大道谷（おおみちだに）川
  - 明谷（みょうだに）川
- 湖沼・ダム
  - 手取湖 （手取川ダム）

### 隣接する自治体
- 石川県
  - 石川郡 ： 尾口村
  - 小松市
- 福井県
  - 大野市
  - 勝山市
- 岐阜県
  - 大野郡 ： 白川村 - 荘川村

## 歴史
- 古くは中心地を『牛首』と称した。717年（養老元年）、泰澄大師が白山を開山した折、守護神として牛頭天王・十二神将などを祀った。「牛首」の名はこの「牛頭」を語源としている。牛首紬はこれに由来する。
- 中世以降、白山の登山路の越前禅定道の経路として栄える。
- 江戸時代は、加賀藩と福井藩の間で所属をめぐる争いが絶えず、天領とされた。
- 元和期、加藤藤兵衛により、大道谷川を水源とする用水路の開削が行われる。
  - この用水路は「ミンジャ」と呼ばれ、昭和30年代に簡易水道がひかれるまで、長らく住民の生活用水として利用された。現在「ミンジャ」は暗渠化し流雪溝として利用されている。
- 廃藩置県により、本保県を経て石川県に属す。

### 沿革
- 1876年 牛首村及び風嵐村が合併して、白峰村が発足する。
- 1882年 島村が桑島村に名称を変更する。
- 1889年4月1日　町村制の施行により、能美郡白峰村、桑島村及び下田原村の区域をもって、能美郡白峰村が発足する。
- 1924年　加賀往来（金沢－白峰間の道路）が車道化される。
  - 1949年に大道谷往来（勝山－白峰間。現在の国道157号）が車道化され、薪炭業が盛んになる。
- 1934年　手取川大水害により市ノ瀬･赤岩などの集落が壊滅。
- 1949年　所属する郡が能美郡から石川郡に変更する。
- 1975年　手取川ダムの建設開始により桑島が水没閉村することとなり、住民の大半は鶴来町の代替地に移転した（現在の白山市鶴来桑島町）。
- 2005年1月16日　白山市への合併に向け、閉村式が行われた。

## 行政

### 村長
| 代 | 人 | 氏名         | 就任                       | 退任                       | 備考     |
| -- | -- | ------------ | -------------------------- | -------------------------- | -------- |
| 1  | 1  | 永井太平     | 1889年（明治22年）5月11日  | 1893年（明治26年）5月10日  |          |
| 2  | 1  | 永井太平     | 1893年（明治26年）5月14日  | 1894年（明治27年）5月23日  |          |
| 3  | 2  | 鶴野奥左衛門 | 1894年（明治27年）8月6日   | 1898年（明治31年）8月4日   |          |
| 4  | 3  | 浅野不加之   | 1898年（明治31年）8月18日  | 1902年（明治35年）8月17日  |          |
| 5  | 3  | 浅野不加之   | 1902年（明治35年）8月18日  | 1906年（明治39年）8月17日  |          |
| 6  | 3  | 浅野不加之   | 1906年（明治39年）8月18日  | 1910年（明治43年）8月17日  |          |
| 7  | 3  | 浅野不加之   | 1910年（明治43年）9月3日   | 1914年（大正3年）9月2日    |          |
| 8  | 3  | 浅野不加之   | 1914年（大正3年）9月12日   | 1918年（大正7年）9月11日   |          |
| 9  | 3  | 浅野不加之   | 1918年（大正7年）9月26日   | 1922年（大正11年）9月25日  |          |
| 10 | 3  | 浅野不加之   | 1922年（大正11年）10月6日  | 1926年（大正15年）10月5日  |          |
| 11 | 4  | 永井太平     | 1926年（大正15年）11月29日 | 1930年（昭和5年）11月28日  | 初代の子 |
| 12 | 4  | 永井太平     | 1930年（昭和5年）11月29日  | 1934年（昭和9年）11月28日  |          |
| 13 |    | 浅野不加之   | 1935年（昭和10年）2月15日  | 1935年（昭和10年）6月7日   |          |
| 14 |    | 永井太平     | 1935年（昭和10年）6月9日   | 1938年（昭和13年）5月17日  |          |
|    |    | 杉本勇       | 1938年（昭和13年）5月17日  | 1938年（昭和13年）6月6日   | 職務管掌 |
| 15 | 5  | 杉原亀十郎   | 1938年（昭和13年）6月30日  | 1942年（昭和17年）6月29日  |          |
| 16 | 5  | 杉原亀十郎   | 1942年（昭和17年）6月30日  | 1945年（昭和20年）10月22日 |          |
| 17 | 6  | 竹腰清勇     | 1946年（昭和21年）1月9日   | 1947年（昭和22年）2月27日  |          |
| 18 | 7  | 松原助治     | 1947年（昭和22年）4月5日   | 1951年（昭和26年）4月4日   |          |
| 19 | 7  | 松原助治     | 1951年（昭和26年）4月23日  | 1955年（昭和30年）4月22日  |          |
| 20 | 7  | 松原助治     | 1955年（昭和30年）4月30日  | 1959年（昭和34年）4月29日  |          |
| 21 | 7  | 松原助治     | 1959年（昭和34年）4月30日  | 1963年（昭和38年）4月29日  |          |
| 22 | 8  | 織田利太郎   | 1963年（昭和38年）4月30日  | 1967年（昭和42年）4月29日  |          |
| 23 | 8  | 織田利太郎   | 1967年（昭和42年）4月30日  | 1971年（昭和46年）4月29日  |          |
| 24 | 8  | 織田利太郎   | 1971年（昭和46年）4月30日  | 1975年（昭和50年）4月29日  |          |
| 25 | 9  | 織田英二     | 1975年（昭和50年）4月30日  | 1979年（昭和54年）4月29日  |          |
| 26 | 9  | 織田英二     | 1979年（昭和54年）4月30日  | 1983年（昭和58年）4月29日  |          |
| 27 | 9  | 織田英二     | 1983年（昭和58年）4月30日  | 1987年（昭和62年）4月29日  |          |
| 28 | 9  | 織田英二     | 1987年（昭和62年）4月30日  | 1991年（平成3年）4月29日   |          |
| 29 | 9  | 織田英二     | 1991年（平成3年）4月30日   | 1995年（平成7年）4月29日   |          |
| 30 | 10 | 永井隆一     | 1995年（平成7年）4月30日   | 1999年（平成11年）4月29日  |          |
| 31 | 10 | 永井隆一     | 1999年（平成11年）4月30日  | 2003年（平成15年）4月29日  |          |
| 32 | 10 | 永井隆一     | 2003年（平成15年）4月30日  | 2005年（平成17年）1月31日  |          |

- 村長 - 永井 隆一（ながい・りゅういち）

## 経済

### 主な産業
水田が少なく、山腹で焼き畑耕作を主とした出作り農業がなされていたが1934年の手取川大水害以降減少し、現在は実験的にしか行われていない。かつては養蚕業・薪炭業で栄えたが、昭和30年代の燃料革命で衰退した。
- 建設業、木材・木製品工業に従事する者が多い。
- 豊かな自然と文化を生かした観光産業が盛んである。

## 姉妹都市・提携都市

### 海外
- ラウンハイム市 （ドイツ ヘッセン州）
  - 1997年5月14日友好都市提携。桑島化石壁の発掘を行ったライン博士を記念しての縁である。

## 地域

### 公共機関

#### 警察
石川県警察鶴来警察署が管轄する。
- 白峰駐在所

#### 消防
松任石川広域事務組合消防本部 白山消防署が管轄する
- 白峰分署

#### 医療
- 白峰診療所

#### 上水道
全域を白峰村が供給する。
- 白峰村簡易水道

#### 下水道
村内全域が白峰村単独の公共下水道。
- 白峰村公共下水道
  - 白峰処理センター

#### ゴミ処理
松任石川広域事務組合が、松任市の松任石川環境クリーンセンターで処理する。

#### 電話
金沢市の西日本電信電話（NTT西日本）金沢支店が管轄する。
市外局番は村内全域が0761である。

#### 郵便
村内の集配は以下の局が行う。
- 白峰郵便局 - 〒920－25XX

また、夏季限定で白山の室堂ビジターセンター内に「白山山頂郵便局」が開設されている。

#### 税務
松任市の金沢国税局松任税務署が管轄する。

#### その他
- 国土交通省白峰砂防出張所
- 白山国立公園センター

### 学校教育

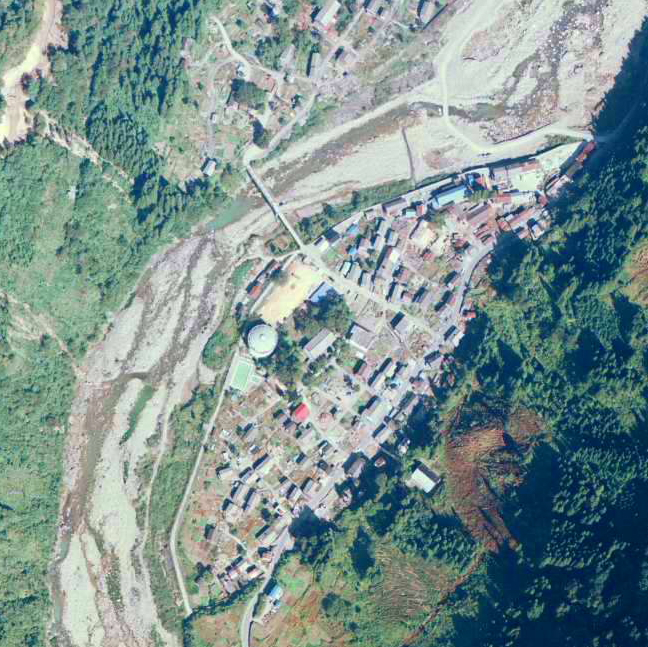
手取川ダムに水没する前の桑島地区の空中写真（1977年）。中央やや左よりの丸い建物が円筒校舎。

下記白峰小・中学校の校舎は隣り合っており、渡り廊下一本でつながれていた。運動会は合同で行われ、体育館・プール・家庭室・食堂を共用しているが、小中併設校ではない（学校長はそれぞれに居た。入学式・卒業式は同じ日に時間をずらし行っていた）。
手取川ダム建設により桑島地区が水没するまでは、桑島小・中学校（当時県内2番目に建設された円筒校舎で知られた。1975年3月閉校）が存在した。

#### 中学校
- 白峰村立（1校）
  - 白峰中学校…県内には珍しいビニールテント屋根つきプール（冬季は取り外す）があった。白山市誕生後の2008年3月に閉校、白山市立白嶺中学校に統合。

#### 小学校
- 白峰村立（1校）
  - 白峰小学校

### 社会教育

#### 図書館
- 白峰村立図書館

#### 博物館・美術館等
- 石川県立白山ろく民俗資料館
- 手取川総合開発記念館

#### 体育施設
- フィジック白峰
- 白峰クロスカントリー競技場

## 交通

### 鉄道
村内を鉄道路線は通っていない。鉄道を利用する場合の最寄り駅は、えちぜん鉄道勝山永平寺線勝山駅、あるいは北陸鉄道石川線鶴来駅。

### 道路

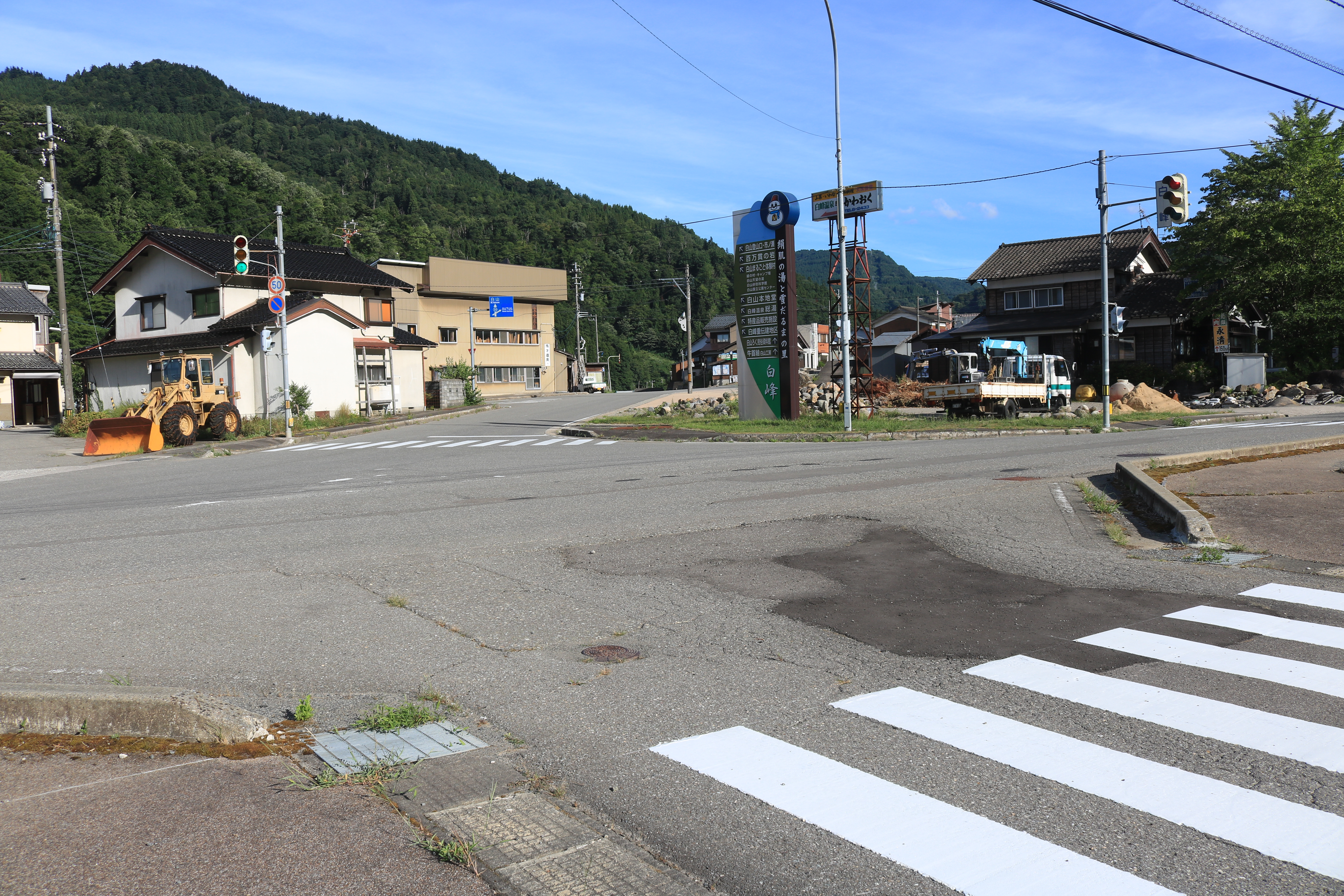
国道157号と石川県道33号白山公園線（終点）との「白峰」交差点

- 一般国道
  - 国道157号

- 県道
  - 主要地方道
    - 石川県道33号白山公園線

### バス
- 北鉄白山バス（北陸鉄道グループ）

## 観光

### 白山

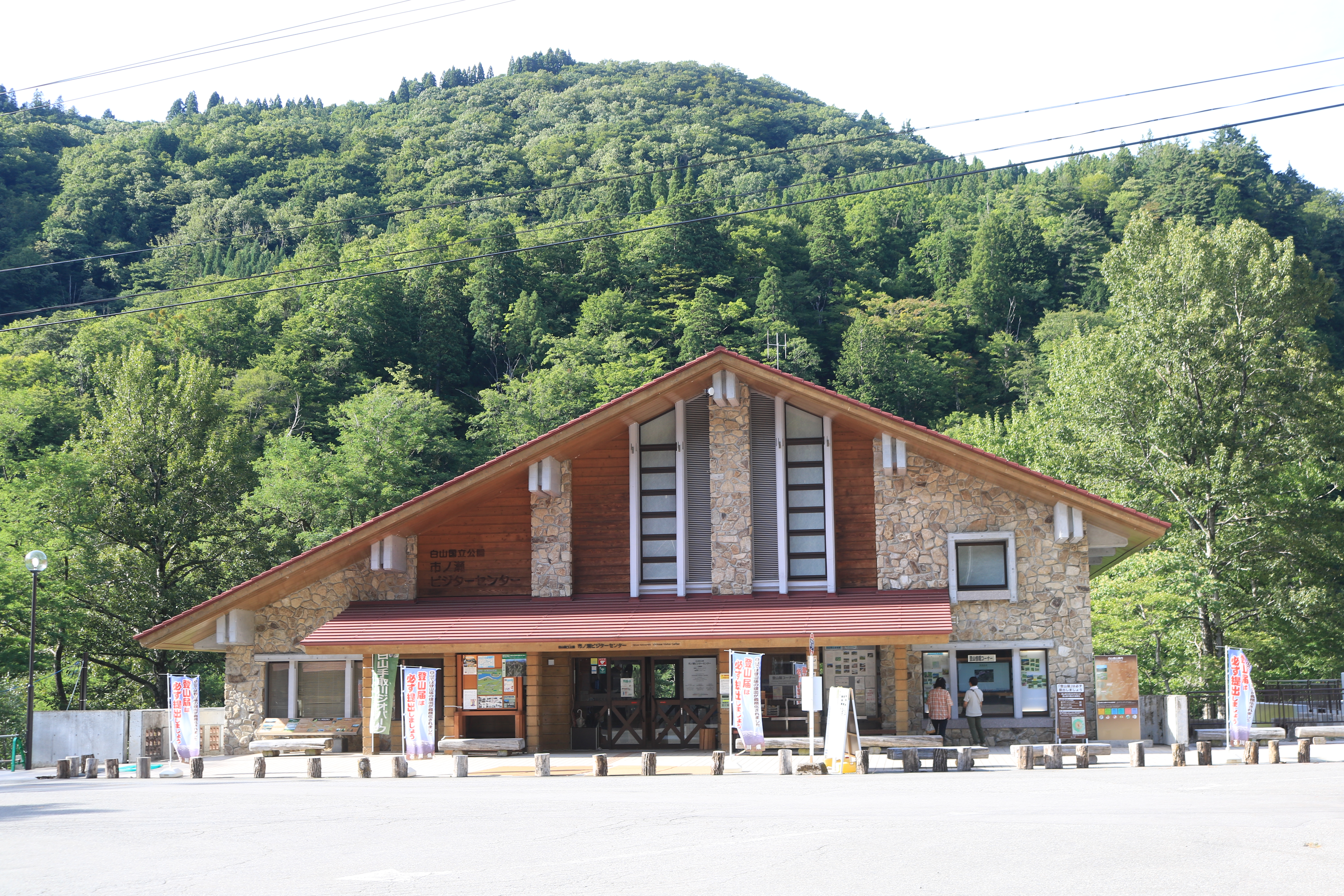
白山国立公園市ノ瀬ビジターセンター

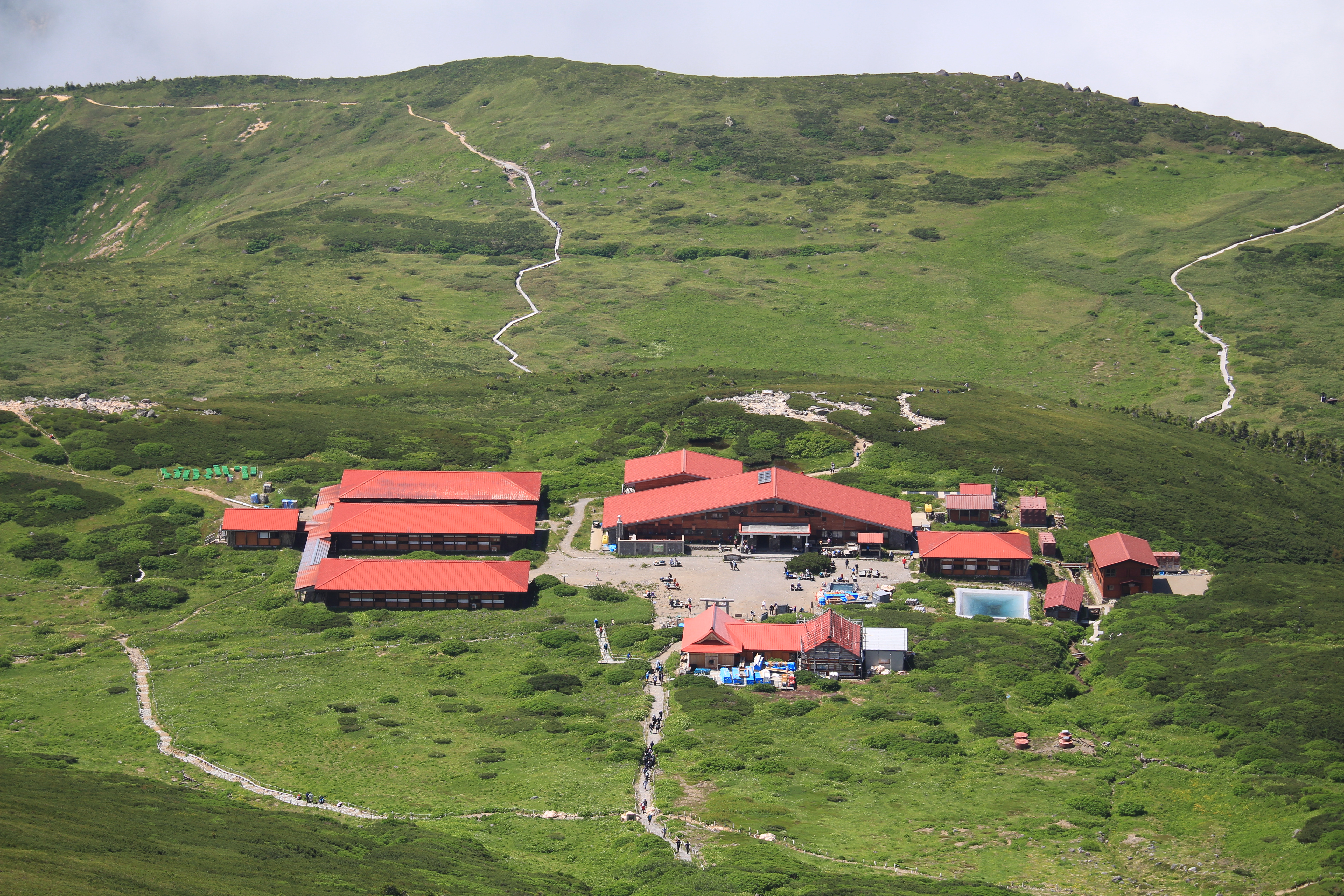
白山室堂ビジターセンター

- 白山国立公園
  - 市ノ瀬ビジターセンター
  - 別当出合登山センター
  - 白山室堂ビジターセンター
  - 南竜ヶ馬場ビジターセンター
  - 禅定道

### 祭り・イベント
- 雪だるま祭り （2月）
- 白山まつり　（7月）
- 百万貫岩まつり　など

### 名所・旧跡
- 白峰 - 白峰地区の一部。2012年7月9日に重要伝統的建造物群保存地区に選定された。
- 白山恐竜パーク白峰
- 百万貫の岩（県指定天然記念物）百万貫の岩、白山手取川ジオパーク（桑島化石壁ゾーン）、県指定天然記念物

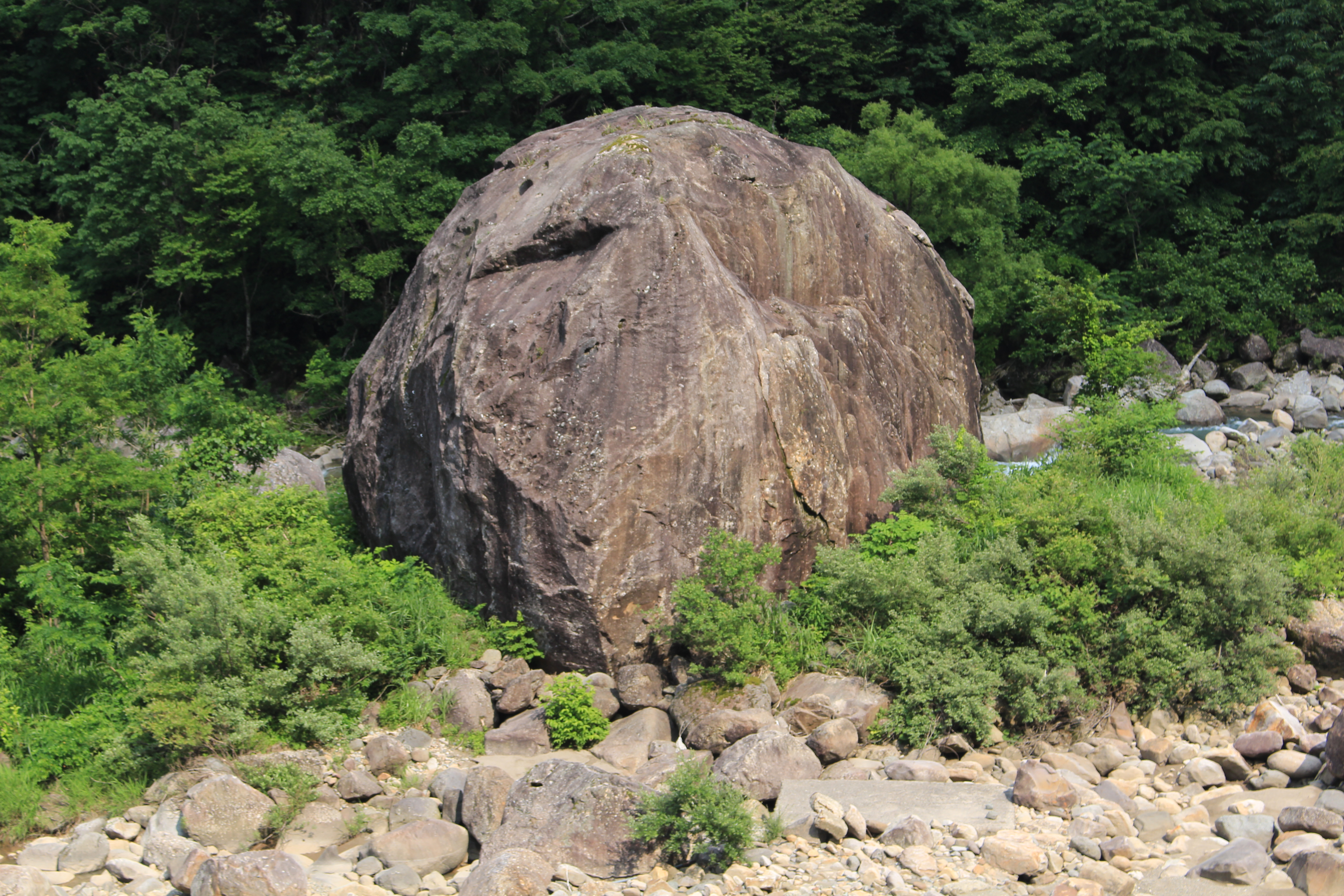
百万貫の岩、白山手取川ジオパーク（桑島化石壁ゾーン）、県指定天然記念物

- 手取川流域の珪化木産地（県指定天然記念物）
- 白山下山仏（林西寺）

### 保養・休憩施設
- 緑の村
- 市ノ瀬野営場

#### スキー場
- 白山白峰温泉スキー場

#### 温泉
- 白峰温泉
- 桑島温泉
- 白山温泉